# Чжан Бао (предводитель восстания)
Чжан Бао (кит. 张宝; ? — 184) — один из лидеров восстания желтых повязок. Младший брат Чжан Цзяо, старший брат Чжан Ляна. Родился в районе Дзюилу (钜 鹿). После начала восстания он провозгласил себя главнокомандующим Князем Земли (地 公).
После смерти своего старшего брата в битве при Гуанцзуне (广 宗) он поднял восстание. Сяцян (下 曲阳) подвергся нападению имперских войск во главе с Хуанфу Сун (皇甫嵩). Войска Чжан Бао потерпели поражение, а сам он погиб.